# Asociación de enjuiciamiento
Una asociación de enjuiciamiento fue una organización de ciudadanos, por lo general de una misma comunidad, que pagaba las cuotas para cubrir los costes de las acusaciones particulares realizadas contra los delincuentes que hubiesen cometido un crimen contra alguno de los miembros de la organización.
Estas asociaciones fueron especialmente populares en los lugares y momentos en que no había fuerza pública (por ejemplo en el caso británico, debido a que la primera fuerza policial pública en Gran Bretaña se constituyó en 1829), y cuando a los ciudadanos se les permitía perseguir a los infractores directamente en lugar de depender de los fiscales. Las asociaciones de acusación a veces también proporcionaron seguros de delincuencia a sus miembros, e iban por los delincuentes en un esfuerzo por obtener la restitución.